# Alan Stacey
Alan Stacey (ur. 29 sierpnia 1933, zm. 19 czerwca 1960) – brytyjski kierowca wyścigowy.

## Kariera
W 1957 wziął udział w wyścigu 24h Le Mans. Dziewiąta lokata otworzyła mu drogę do startów w Formule 1. Został kierowcą zespołu Lotus. W 1958 testował bolid. Wziął udział w 1 wyścigu, nie ukończył go z powodu problemów technicznych, ale jechał dobrze, co pozwoliło mu zostać kierowcą wyścigowym Lotusa na kolejne 2 sezony. Bolid był bardzo zawodny. W 1959 wywalczył pole position i jechał na 3. miejscu w jednym z wyścigów w USA (w tamtych czasach państwo to organizowało 2 wyścigi), ale musiał się wycofać z powodu awarii samochodu. Ogólnie szło mu jednak gorzej, ukończył (na 8 pozycji) tylko wyścig w Wielkiej Brytanii. W 1960 nie ukończył 4 pierwszych wyścigów. W GP Belgii bolid zepsuł się już podczas kwalifikacji, co sprawiło, że Stacey musiał startować z dalekiej 17 pozycji. Jechał więc bardzo agresywnie i szybko zyskiwał kolejne lokaty. Na 25 okrążeniu znajdował się już na 6 pozycji, która dawała 1 punkt. Byłby to pierwszy punkt Alana w F1. Nim zdołał go zdobyć doszło do tragedii. Podczas pokonywania szybkiego łuku przy prędkości 190 km/h w jego twarz uderzył ptak. Alan stracił panowanie nad bolidem i jego Lotus został wyrzucony z zakrętu. Wzbił się na dużą wysokość, przeleciał nad bandą i rozbił się doszczętnie. Kierowca zmarł po kilku minutach, jeszcze przed przybyciem służb medycznych (6 okrążeń wcześniej zginął Chris Bristow). Alan Stacey jest 19 śmiertelną ofiarą Formuły 1 (16 w oficjalnych startach).